# Йоканович, Славиша
Сла́виша Йока́нович (серб. Славиша Јокановић / Slaviša Jokanović; род. 16 августа 1968, Нови-Сад) — сербский и югославский футбольный тренер, ранее выступавший как футболист на позиции полузащитника.

## Игровая карьера
Славиша Йоканович начал свою карьеру в клубе одной из низших лиг чемпионата Югославии «Нови-Сад» в 1985 году. Через три сезона он перешёл в «Войводину», в составе которой дебютировал в Первой лиге. В первый же сезон в новой команде Йоканович, быстро завоевавший место в основе клуба, выиграл чемпионат Югославии, а затем участвовал в Кубке чемпионов, в котором клуб проиграл в первом же раунде венгерскому «Гонведу». Летом 1990 года Йоканович перешёл в «Партизан», с этим клубом он выиграл Кубок Югославии и национальное первенство.
В 1993 году Йоканович перешёл в испанский клуб «Реал Овьедо». 3 октября он дебютировал в составе клуба в матче Примеры с «Севильей». В «Овьедо» Йоканович провёл два сезона, в которых его клуб дважды занимал 9-е место в первенстве. Летом 1995 года Йоканович перешёл в «Тенерифе», в котором стал лидером команды, занявшей самое высокое в своей истории 5-е место в первенстве Испании. А в следующем сезоне Йоканович стал лучшим бомбардиром команды, забив 10 мячей. За «Тенерифе» Славиша провёл три сезона, в последнем из которых клуб занял 19-е место и отправился во второй испанский дивизион.
После вылета из Примеры «Тенерифе» продал часть своих игроков. Также был продан и Йоканович, перешедший в клуб «Депортиво Ла-Корунья», в составе которого югослав дебютировал 29 августа в матче со своей бывшей командой «Овьедо». В конце сезона клуб отпраздновал свою первую в истории победу в чемпионате Испании, а сам Йоканович стал важным звеном команды, проведя 23 матча.
В октябре 2001 года Славиша был куплен английским «Челси», заплатившим за трансфер футболиста 1,7 млн фунтов. Уже 21 октября он дебютировал в составе лондонцев, разгромивших клуб «Ковентри Сити» со счётом 6:1. Однако по ходу сезона Йоканович часто оказывался на скамье запасных, проведя 19 игр, из которых 12 раз он выходил на замену. В следующем сезоне в «Челси» сменился главный тренер, но и это не помогло Йокановичу, так и не ставшему игроком основы. В 2002 году югослав покинул «Челси» и перешёл в «Сьюдад де Мурсию», где и завершил свою карьеру в 2004 году.

## Тренерская карьера
После завершения карьеры футболиста Йоканович несколько лет жил в Мадриде. В сентябре 2007 года он присоединился к тренерскому штабу клуба «Атлетико Пинто», однако спустя три месяца стал главным тренером «Партизана», разлучившись со своей семьёй: его семья (жена и три ребёнка) осталась в Мадриде. В первый же сезон «Партизан» выиграл чемпионат и Кубок Сербии, а затем Йоканович был признан лучшим футбольным тренером Сербии, но отказался от награды из-за плохого выступления клуба на групповой стадии Кубка УЕФА. В 2009 году Славиша вновь сделал «дубль», став первым тренером в истории клуба, добившимся двух подряд побед в чемпионате и кубке страны.
17 июня 2022 года Йоканович был назначен главным тренером московского «Динамо», заменив ушедшего из клуба Сандро Шварца. Первый официальный матч клуба под руководством Славиши завершился вничью (1:1), соперником являлся «Ростов». При новом тренере «Динамо» впервые за 14 лет обыграло принципиального соперника — московский «Спартак» — в домашнем матче чемпионата России (1:0).
14 мая «Динамо» отправило Йокановича в отставку после домашнего поражения (0:3) от «Ахмата».

## Достижения

### В качестве игрока
«Войводина»
- Чемпион Югославии: 1988/89

«Партизан»
- Чемпион Югославии: 1992/93
- Обладатель Кубка Югославии: 1993
- Итого: 3 трофея

«Депортиво Ла-Корунья»
- Чемпион Ла Лиги: 1999/00
- Обладатель Суперкубка Испании: 2000
- Итого: 2 трофея

### В качестве тренера
«Партизан»
- Чемпион Сербии (2): 2007/08, 2008/09
- Обладатель Кубка Сербии (2): 2007/08, 2008/09
- Итого: 4 трофея

«Муангтонг Юнайтед»
- Чемпион Таиланда: 2011/12.

### Личные достижения
- Футбольный тренер года в Сербии (1): 2008
- Итого: 1 награда

## Тренерская статистика
| Команда             | Страна   | Начало работы   | Окончание работы | Результаты | Результаты | Результаты | Результаты | Результаты |
| Команда             | Страна   | Начало работы   | Окончание работы | И          | В          | Н          | П          | % побед    |
| ------------------- | -------- | --------------- | ---------------- | ---------- | ---------- | ---------- | ---------- | ---------- |
| Партизан            | Сербия   | 26 декабря 2007 | 5 сентября 2009  | 68         | 46         | 12         | 10         | 067,65     |
| Муангтонг Юнайтед   | Таиланд  | 27 февраля 2012 | 4 июня 2013      | 20         | 9          | 3          | 8          | 045,00     |
| Левски              | Болгария | 15 июля 2013    | 8 октября 2013   | 12         | 6          | 4          | 2          | 050,00     |
| Эркулес (и. о.)     | Испания  | 5 мая 2014      | 11 июня 2014     | 5          | 1          | 1          | 3          | 020,00     |
| Уотфорд             | Англия   | 7 октября 2014  | 4 июня 2015      | 36         | 21         | 5          | 10         | 058,33     |
| Маккаби (Тель-Авив) | Израиль  | 15 июня 2015    | 27 декабря 2015  | 29         | 13         | 4          | 12         | 044,83     |
| Фулхэм              | Англия   | 27 декабря 2015 | 14 ноября 2018   | 144        | 63         | 36         | 45         | 043,75     |
| Аль-Гарафа          | Катар    | 1 июля 2019     | 30 июня 2021     | 56         | 26         | 10         | 20         | 046,43     |
| Шеффилд Юнайтед     | Англия   | 1 июля 2021     | 25 ноября 2021   | 22         | 8          | 5          | 9          | 036,36     |
| Динамо (Москва)     | Россия   | 17 июня 2022    | 14 мая 2023      | 36         | 15         | 9          | 12         | 041,67     |
| Всего               | Всего    | Всего           | Всего            | 428        | 208        | 89         | 131        | 048,60     |